# VelocitySounds Rec.
VelocitySounds Rec. ist ein Leipziger Independent-Label, Verlag, Konzertveranstalter und Künstleragentur.

## Geschichte
VelocitySounds Rec. wurde Ende der 1990er, Anfang der 2000er Jahre in Leipzig gegründet. Der Name leitet sich vom englischen „Velocity“, also Geschwindigkeit, ab und soll zeigen, dass das Label musikalisch offen agiert.
Seit Mitte der 1990er Jahre trat der Labelgründer Roland Bergner von VelocitySounds Rec. v. a. als Booker und Veranstalter in Erscheinung. Diese jahrelange, intensive Arbeit brachte ihn mit Künstlern und deren Vertretern in Form von Labels und Labelmitarbeitern in Kontakt.
In Leipzig existierten um das Jahr 2000 für lokale Künstler nur bedingt Strukturen, mit deren Hilfe sie ihre Form von Kultur veröffentlichen konnten und die es ermöglichten, die eigenen Veröffentlichungen überregional zu präsentieren und zu vermarkten. Diesem Manko wollte Bergner mit der Schaffung eigener Strukturen entgegengekommen werden.
Erste Veröffentlichungen von VelocitySounds Rec. wurden als Independent-Label ohne weitere Vertriebsstrukturen auf den Markt gebracht. Die erste Veröffentlichung war die Benefiz Mix-CD Diamonds are forever (Rolex/Booga) zur wirtschaftlichen Unterstützung der Anti-Überwachungskamera-Kampagne am Connewitzer Kreuz in Leipzig. Nachdem das Label 2002 Mitglied beim VUT (Verband unabhängiger Musikunternehmen e.V). wurde, entstand ein Jahr später das Sublabel OFFTAKT Rec. Als Folge der Einbrüche auf dem Tonträgermarkt erweiterte sich die Firma 2006 und gründete den VelocitySounds Musikverlag sowie VelocitySounds Artistbooking.
2008 erschien das Country-Album Dead Men On Holidays der gleichnamigen Band aus Berlin. Im selben Jahr veröffentlichte VelocitySounds Rec. das erste offizielle The Sonic Boom Foundation-Album. Mittlerweile zählt das Label mehr als 30 Veröffentlichungen. 
Zu den bekanntesten Künstlern des Labels gehören Schafe & Wölfe und The Sonic Boom Foundation. Im Booking betreut werden The Sonic Boom Foundation, DUB SPENCER UND TRANCE HILL, Clara Luzia und Sofa Surfers. Außerdem wurden Marlene Johnson, Jah Meek, Cox and the Riot und Chili and the Whalekillers betreut.